# Patrick Manson
Sir Patrick Manson (ur. 3 października 1844 r. w Old Meldrum, zm. 9 kwietnia 1922 r. w Londynie) – brytyjski parazytolog, twórca medycyny tropikalnej.

## Życiorys
Urodzony 3 października 1844 r. w Old Meldrum. W latach 1866–1889 pracował w Hongkongu i innych nadbrzeżnych miastach Chin, gdzie jako jeden z pierwszych wprowadził szczepienia. Założył Szkołę Medyczną w Hongkongu, która rozwinęła się później (1911 r.) w Uniwersytet w Hongkongu. W 1890 r. osiadł w Londynie, gdzie w 1899 r. zorganizował London School of Tropical Medicine. W 1903 r. uzyskał tytuł szlachecki. Kontynuował praktykę lekarską aż do śmierci. Jego podręcznik Choroby tropikalne z 1898 r. stał się powszechną podstawą nauczania tej dziedziny.
Manson jako pierwszy odkrył (1877–1879) na przykładzie komara, że owad może być gospodarzem rozwijającego się pasożyta (w tym wypadku Filaria bancrofti), który jest przyczyną choroby człowieka (w tym wypadku malarii). Jego badania oraz odkrycie przez Alphonse'a Laverana zarodźca malarii zostały potwierdzone przez sir Ronalda Rossa, który otrzymał Nagrodę Nobla.
Zmarł 9 kwietnia 1922 r. w Londynie.